# 粵澳合作中醫藥科技產業園
粵澳合作中醫藥科技產業園（葡萄牙語：Parque Científico e Industrial de Medicina Tradicional Chinesa para a Cooperação entre Guangdong–Macau，縮寫：GMTCM Park），位於廣東省橫琴粵澳深度合作區环岛北路2522号，作為廣東省人民政府與澳門特別行政區政府於2011年4月簽訂的《粵澳合作框架協議》的首個落地項目，佔地面積50萬平方米。

## 歷史
2010年5月31日，在2010粵澳合作聯席會議上，粵澳雙方簽署《關於探討粵澳雙方共建中醫藥科技產業園的備忘錄》。同年7月，澳門特區公報刊登行政長官第199/2010號批示，設立「中醫藥科技產業園籌備辦公室」。橫琴新區於同年9月落實計劃撥出約五平方公里的土地用作興建產業園。
2010年11月下旬，中醫藥國家重點實驗室獲中華人民共和國科技部正式批覆同意設立。同年12月，產業園相關法規草案擬送交澳門特別行政區行政會作出審議。 
2011年4月19日，產業園主體工程正式動工。並於同年12月成立，「粵澳中醫藥科技產業園開發有限公司」，負責產業園建設、經營、運作以及管理，公司由「澳門投資發展股份有限公司」與「珠海大橫琴投資有限公司」共同出資組成。
2018年，中国共产党第十八次全国代表大会閉幕後，中共中央總書記、中華人民共和國國家主席、中央軍委主席習近平於該年10月22日考察橫琴新區，並到訪產業園進行參觀。
2024年2月20日，澳門特別行政區政府與中國太平保險雙方簽署《粵澳合作中醫藥科技產業園委托管理協議》，正式建立委托管理關係，共同推進產業園提升服務品質，加快產業聚集，並依次簽約17個重點項目。自2023年1月起，產業園已由中國太平保險正式承接運營。

## 建築
據粵澳中醫藥科技產業園開發有限公司官網指，產業園於2011年4月19日正式動工，產業發展目標分為短、中、長三個階段。短期目標會首先建立國際級中藥檢測和認證中心，完善基礎設施建設及企業孵化環境；中期目標將集中中醫藥養生保健、商務、會展、文化及物流於一體，打造國際健康產業集群基地；長期目標是雲集國內外大型醫藥企業、科研機構及人才交流中心，成為高附加值、高新技術園區，當時計劃於2020年完成整體建設。
2012年11月，粵澳中醫藥科技產業園開發有限公司以公開國際競賽方式選出概念規劃設計。最後共收到16家來自不同國家或地區多個規劃設計專家團隊報名參加，通過評選最後從十六家設計團隊中選出了三家德國、美國和新加坡企業。同年12月5日舉行答問會，向上述三家入圍參賽單位就橫琴總體規劃、園區設計要求、規劃任務書及深化設計等內容作出了解答及討論。  

### 前期設施及建築
2014年7月3日，粵澳合作中醫藥科技產業園商業孵化中心啟用，共有11家企業包括7家中醫機構和4家相關服務公司進駐，最多可接受50家澳門本地公司登記進駐。孵化中心將為進駐企業提供為期一年免費註冊地址及辦公地點，首階段將以服務中醫醫療、養生保健、科技轉化、健康精品研發、會展公司為主。
2015年5月下旬，園區總部科研辦公大樓、GMP中試大樓、檢測大樓落實於該年7月動工興建，園區道路及基礎配套工程亦將於該年6月開展。至於產業園前期發展中心第二期的建設工程將於該年7月竣工，並隨即投入使用。
2015年8月10日，產業園功能板塊前期發展中心正式啟用，中心內同時設立“國家中醫藥技術傳承中心前期工作室”。

### 孵化器項目及大樓建築
2017年3月，產業園GMP中試大樓、檢測大樓及科研總部辦公大樓預計2017年下半年可投入使用，孵化區成片開發也預計於2017年底局部完工，2018年全部竣工。
2018年底，產業園孵化區正式落成，超過200家中醫藥企業進駐園區，涉及中醫藥、化妝品、保健品、醫療器材、生醫、醫療服務領域，當中包括廣藥集團、麗珠集團及天祥集團等重點企業項目。
2023年6月，中國銀行横琴粤澳深度合作区分行於產業園區內設立支行，成為首間進駐产业园的金融机构（銀行），中銀產業園支行同時在揭牌當天與8家中医药企业、科技型企业分别签署了合作协议，將琴澳两地中行互联互通、高效衔接的优势，助力科创企业、中医药企业走向资本市场。

### 大健康示範項目
2018年5月，產業園營運公司表示，園內其中12萬平米的公共服務平台已投入使用，13萬平米的孵化器加速器即將投入使用，大健康示範項目亦已經動工，且已初步建立起與歐盟、東盟、非洲方面官方和專業機構的合作關係。
在“2019中國（澳門）傳統醫藥國際合作論壇”上，作為產業園大健康產業版塊的三個示範性項目——瑞蓮莊（橫琴）主題度假酒店、中醫藥科技創意博物館以及Ola Lotus•蓮地的建設發展階段性成果，並宣布於2020年起正式開業。
2019年3月下旬，產業園計劃爭取大健康產業項目的部分項目於該年底起達至試運營狀態，在每年更安排舉行招聘會並吸納本地人才。澳門經濟財政司司長李偉農於2021年5月27日澳門立法會會議上，回覆議員黃潔貞口頭質詢時指出，產業園的大健康產業規劃，主要包括3個項目：一是以醫療養生、中醫藥文化展示、健康旅遊為主的度假主題酒店養生綜合項目。二是中醫藥科技創意博物館項目。三是中醫藥主題文化街項目。當時項目已即將進入竣工階段，鑒於COVID-19疫情影響，需要重新檢視三個大健康項目的市場定位和管理架構，除了工程建設的收結尾部分工作如期進行外，其他相關的運營工作已全面暫停。
2023年6月下旬，持有產業園股份的澳門投資發展股份有限公司回覆澳門立法會直選議員梁孫旭質詢指，原「瑞蓮莊」度假主題酒店更名為橫琴悅椿酒店，該酒店由雅高酒店集團營運。以醫療養生、中醫藥文化展示和健康旅遊等為主，於該年7月起正式開業。該酒店於6月舉行澳門居民專場招聘會，有15名澳門本地居民參與面試。而中醫藥科技創意博物館和 Ola Lotus•蓮地一中醫藥主題文化街亦逐步進入工程收尾、開展招商工作和運營等備工作。

### 琴澳中醫藥文化街
2021年3月30日，經濟財政司司長李偉農表示，產業園餘下未發展地段，將不再由澳門投資股份有限公司自資興建經營，改為引入市場投資者去做。又指在COVID-19下，暫緩已建成的項目開業，有助減少公帑開支。
2024年5月20日，14個重點項目集中開工，標誌着該產業園經營發展邁向新台階，產業園將全力推動項目裝修開業。集中開工的14個重點項目，包括太平人壽橫琴全球匯客廳、美年數智中醫館、片仔癀中醫藥非遺綜合體驗館、北京同仁堂綜合體驗館、東阿阿膠滋補生活館、原妙綜合醫院、裕新貝隆、天潤醫療、德亞醫療、齊美醫療、賽爾生物、龜鹿寶文化體驗綜合館、復美精準健康管理中心及優眠醫學中心，業務涵蓋創新藥械研發、醫療美容、中醫老字號傳承創新、高端醫療及康養服務、保險客戶導流、中醫文化體驗等領域。
2024年11月9日，琴澳中醫藥文化街正式開幕，總建築面積約9.49萬平方米，按照“北靜南動”的原則，統籌佈局高端醫療、康養、中醫藥老字號、零售、餐飲等多元業態。進駐商戶或機構包括中國太平保險、多個知名中醫藥老字號品牌（北京同仁堂、片仔癀、東阿阿膠等）、高端醫療服務機構、中醫診療機構及澳門特色手信店等。

## 進駐狀況[29]
直至2023年10月，產業園引進企業共191家，其中澳資企業61家，承接了8個港澳已上市傳統外用中成藥、5個同名同方藥、13個醫療機構中藥製劑的開發和註冊備案，1個已上市產品的二次開發。其中協助澳門企業研發的2個同名同方藥獲得澳門預銷售許可；協助澳門企業的1個港澳已上市傳統外用中成藥（止痛活絡摩擦膏）獲得中國大陸《藥品註冊證書》，成為澳門第2個通過簡化註冊審批程式在中國大陸獲批上市的外用中成藥。
進駐條件方面，申請程序要求中國境內名優企業進入中醫藥科技產業園前需先註冊成為澳門公司。

### 招商工作／交流合作
2016年7月28日，產業園聯同南光集團、國家中醫藥管理局對台港澳中醫藥交流合作中心及廣東省中醫藥局共同主辦2016中國（澳門）傳統醫藥國際合作論壇”。論壇上時任澳門經濟財政司司長梁維特分別向13名產業園專家委員會成員中的海內外權威特聘專家頒授證書；產業園亦分別與葡語系國家及相關職能部門、中國名優企業以及相關學術機構和協會簽署合作協議，當中包括與莫桑比克衛生部和中國-葡語國家經貿合作論壇（澳門）常設秘書處簽署合作備忘錄；與美國中藥聯商會、葡萄牙植物化學和植物療法協會簽署合作協議，以及與巴西中醫學院、泰國那黎宣大學簽署合作備忘錄。
2016年9月中下旬，澳門貿易投資促進局成功協助山西省國新能源發展集團有限公司與澳門科技大學中藥質量研究國家重點實驗室洽談合作，磋商共同研發中藥產品。
2016年9月22日，“澳門特別行政區政府−粵澳合作中醫藥科技產業園海外推介會（葡萄牙站）”於澳門駐里斯本經濟貿易辦事處舉行。期間，產業園與葡萄牙食畜總局、葡萄牙食品補充劑協會簽署合作備忘錄。
2017年1月12日，澳門投資發展股份有限公司和四川省中醫藥管理局分別代表澳門特別行政區政府與四川省人民政府在經濟財政司司長辦公室簽署“川澳中醫藥産業發展合作框架協議”。同時，産業園與成都中醫藥大學，以及與中藥質量研究國家重點實驗室（澳門大學）、荷蘭SU生物醫藥公司、康弘藥業就中醫藥産品的歐盟註冊簽署了四方合作框架協議，作為川澳合作範疇內合作內容具體落實的代表性項目。
2017年3月，產業園代表團一行到訪莫桑比克，推進並落實產業園與莫桑比克衛生部各項合作事宜，同時啟動首批中醫藥產品在莫桑比克的註冊貿易工作。
2018年1月10日，產業園與廣東省食品藥品監督管理局在“2017年粵澳合作聯席會議”上簽署了《關於加快推進粵澳合作中醫藥科技產業園建設發展的合作備忘錄》，進一步加強中醫藥技術合作。
2019年5月9日，雲浮市人民政府與產業園在廣州市簽訂戰略合作協議，雙方將充分利用雲浮市的資源條件和產業園的優勢平台，加强在中醫藥、大健康產業領域的交流與合作。
2020年12月12日，首屆中國大健康產業（橫琴）論壇於產業園舉行，論壇上同時提出建立中醫藥海外中心，以莫桑比克作為與葡語國家開展傳統醫藥合作的試點，已推動1家澳門企業2項產品在該國成功獲得銷售許可。
2022年7月，珠海澳大科技研究院與艾爾普再生醫學科技有限公司簽訂聯合實驗室戰略合作協定，雙方將在位於橫琴粵澳深度深合區粵澳合作中醫藥科技產業園的珠研院II期「中華醫藥與轉化醫學中心」搭建研發技術平台，聯合開展再生醫學研究。
2023年5月18日，澳門特別行政區政府與國家中醫藥管理局於澳門特別行政區政府總部簽署《國家中醫藥管理局與澳門特別行政區政府社會文化司關於中醫藥領域的合作協議》，涵蓋了六大範疇的合作交流，其中第五點中對產業園建設作出支持，逐步建立澳門中醫藥質量標準體系，助力粵港澳大灣區中醫藥高地建設，促進橫琴粵澳深度合作區高質量發展。
截至2023年9月下旬，服務中心通過通過郵件、電話及現場等方式，共向22家內地企業個人提供30項諮詢服務，諮詢內容涉及澳門中成藥註冊法規和技術要求、生產委託生產、藥物進出口准照等方面的政策和技術諮詢。

### 人才招聘
為加強粵澳兩地合作，粵澳中醫藥科技產業園開發有限公司多次舉辦澳門專場招聘會以吸納澳門優秀人才參與產業園的建設與發展。其中在2015年首次舉行澳門專場招聘會，吸引約60人到場應徵和面試，當中澳門居民到場應徵和面試佔7成，當中以中醫藥相關專業範疇和招商部的職位較受歡迎。
2018年的招聘會上，由產業園開發公司攜同其下屬產業園物業管理服務有限公司、瑞蓮莊（橫琴）度假主題酒店管理有限公司二間子公司共同招聘，合共提供多個職位，當中包括中醫理療及健康管理、投融資、財務、採購、招商等多個專業。2019年的澳門專場招聘會，提供超過40個職位，涉及市場、工程、商業、財務、酒店管理、中醫理療及健康管理等多個專業範疇。
2019年8月，產業園參與「青年就業博覽會2019 」後，挑選出十位澳門青年於同年8月13日到產業園進行複試，並經過一輪面試後，最後有六位澳門青年成功通過；面試複試分小組進行，以配合不同專業範疇的澳門青年。

### 政策及法律支持
2018年1月，橫琴新區出台《橫琴新區支持粵澳合作中醫藥科技產業園發展的若干措施》，將從設備購置補貼、場地租金補貼、企業納稅返還、科研成果獎勵、國際認證補助等方面為產業園的入園企業發展提供政策支持，為產業園打造成粵港澳地區醫藥健康產業創新高地創造條件。包括針對產業園入園企業的發展需求出台了14條專項扶持措施，更通過打造以技術為主的公共服務平台和以業務為主的國際交流合作平台；在企業服務方面，產業園完善孵化器運營管理體系，提升企業培育能力，集聚國內外權威專家資源的同時，成立企業服務部門為包括澳門企業在內的入園企業提供商事登記、政策申請、技術指導等多方位的“一條龍”專業服務。
2018年2月，橫琴新區出台《企業研究開發費補助資金管理暫行辦法》、《科技型企業科技計劃項目配套扶持暫行辦法》、《科技創新公共平台扶持暫行辦法》及《促進知識產權工作的暫行辦法》，為入園企業提供各方面政策上的支持。
。
2019年5月，横琴新区管委会澳门事务局再次出台实施《横琴新区支持粤澳合作中医药科技产业园发展的专项措施》，通过建立协调机制、设立绿色通道、公共服务平台补贴、加大人才引进力度等方面的专项措施，帮助产业园解决建设运营过程中面临的新问题、新困难。包括提供专项财政资金支持、提供便捷服务及建立协调机制。
2019年11月，《澳門特別行政區政府2019年財政年度施政報告》提及，當局會鞏固和擴大粵澳合作中醫藥科技產業園的建設成果，加速重點項目及企業進入產業園發展。依靠產業園的優勢平台，推進中醫藥產品與文化的國際推廣和貿易。同時亦提及到在建設「中國與葡語國家商貿合作服務平台」上，透過中醫藥產業以葡語國家為切入點，推動中醫藥產品註冊和貿易，走向國際化及產業化；自2015年起，產業園協助企業在葡語國家註冊，逐步搭建連接東盟、非洲、歐盟的合作網路、透過「以醫帶藥」模式在莫桑比克推廣中醫藥產品，把成功註冊的中醫藥產品推廣至當地公立醫院及市民大眾。
2021年9月5日，中共中央、中華人民共和國國務院印發《橫琴粵澳深度合作區建設總體方案》。總體方案提出，著眼建設世界一流中醫藥生產基地和創新高地，優化粵澳合作中醫藥科技產業園發展路徑，以國家中醫藥服務出口基地為載體，發展中醫藥服務貿易，建立具有自主知識產權和中國特色的醫藥創新研發與轉化平台。對在澳門審批和註冊、在合作區生產的中醫藥產品、食品及保健品，允許使用「澳門監造」、「澳門監製」或「澳門設計」標誌。
2022年8月下旬，深合區公布《橫琴粵澳深度深合區貫徹落實國務院〈紮實穩住經濟的一攬子政策措施〉實施方案》，共30條措施；在支持生物醫藥大健康產業發展方面，「穩經濟30條」提出加快出台所在領域地政策措施；優化粵澳合作中醫藥科技產業園發展路徑，提升產業園運營管理水平，延續「引入更多澳門元素」「推動中醫藥國際化發展」等表述。
2022年10月31日，《橫琴粵澳深度合作區支持生物醫藥大健康產業高品質發展的若干措施》印發出臺，包括大力支持發展中醫藥澳門品牌工業，加快發展以中醫藥研發製造為切入點的大健康產業，努力推進國際一流、特色鮮明的生物醫藥大健康產業新高地建設，為促進澳門經濟適度多元發展注入新活力。同時列明五章具體支援舉措，堅持以服務澳門產業多元、研發創新驅動為主旨，通過精准扶持包括澳門項目在內的重點項目和標杆專案、打響「澳門註冊+橫琴生產」品牌、同時強化研發創新支撐、優化產業發展生態等，為合作區生物醫藥大健康類企業打造全生命週期支援環境，實現從落地進駐到產業化階段全覆蓋。
2022年11月，澳門特別行政區政府公佈澳門第二個五年發展規劃（2024-2028年），提到以中醫藥研發製造為切入點，培育發展大健康產業，為澳門中醫藥製造產業提供相應的支持，以促進澳門經濟適度多元化發展。
2022年12月，在澳門立法會社會文化施政範疇辯論中，直選議員梁鴻細及黃潔貞關注澳門中醫藥、「醫療＋旅遊」等方面如何推動大健康產業發展。澳門社會文化司司長歐陽瑜回應指，產業園作為深合區大健康產業發展的重要項目，鼓勵澳門藥企與產業園合作，將借助產業園內科研院所、科技企業，以及充足和專業的人力資源，共同研發及孵化澳門品牌的中藥產品。
2023年8月，澳門特區政府公布《澳門特別行政區經濟適度多元發展規劃（2024-2028年）》諮詢文本上，提到在中醫藥大健康產業發展方面，計劃至2028年，中醫藥產業的增加值維持增長，中藥製藥廠及大健康食品製造廠數目增加，澳門註冊中成藥數目較大幅度增加等目標；文本內容包括在中醫藥大健康產業提出八項任務，務求推進中醫藥研發及成果轉化、大健康產業與綜合旅遊業聯動發展以及進一步提升中醫藥管理水平。
2023年10月17日，《內地與港澳關於建立更緊密經貿關係的安排》（CEPA）正式簽署20周年，對中醫藥產業而言，在中國境內可以使用「澳門監造」等方式被承認，透過在深合區內的產業園進行生產，並通過CEPA框架或相關協議，讓澳門藥廠可進駐橫琴中醫藥產業園等多項扶持及優惠措施。

### 政府機構
- 國家中醫藥管理局對台港澳中醫藥交流合作中心[59]
- 廣東省食品藥品監督管理局審評認證中心聯絡辦公室和中醫藥技術與政策研究中心[60][61]
- 澳門特別行政區政府藥物監督管理局粵澳合作中醫藥科技產業園服務中心[62]

### 實驗中心／基地／實驗室名稱
- 粵澳合作中醫藥科技產業園國際交流合作中心[63]
- 中國技術交易所國際中醫藥產業化基地
- 粵澳醫療機構中藥製劑中心：由產業園和珠海市中西醫結合醫院聯合成立[64]
- 粵港澳中醫藥政策與技術研究中心[65]
- 中医药广东省实验室[66]

### 已進駐重點企業／機構／實驗室名稱
- 廣藥集團：首個入園的境內大型名優企業項目[67]
- 甘肅奇正實業集團有限公司：全國首家通過國家GMP認證的藏藥企業
- 以嶺藥業[68]
- 北京盈科瑞
- 天祥集團（珠海天祥粵澳質量技術服務公司）[69]。
- 原妙醫學
- 珠海麗凡達生物技術
- 東方瑞（澳門）生物科技[70]
- 聯邦制藥──聯邦生物科技（珠海橫琴）有限公司[71][72]
- 康弘藥業
- 分子態
- 麗珠集團
- 珠海橫樂醫學科技有限公司
- 東陽光冬蟲夏草
- 珠海九松科技
- 澳門大學──珠海澳大科技研究院[73]
- 澳邦製藥有限公司[74]
- 觀遠藥業[75]
- 培力（香港）健康產品有限公司

## 相關認可與獎項

### 註冊認證
2017年9月，產業園成功幫助2家中成藥的企業完成了在莫桑比克的註冊工作，其中一家是紥根在澳門的中藥廠。兩款中藥產品分別是廣藥集團的連花清瘟膠囊及澳門本地生產的張權破痛油作為試點產品進行註冊。此次註冊亦為產業園已承接的國家中醫藥管理局授予的“中醫藥產品海外註冊公共服務平臺”工作奠定重要基礎。
2018年6月22日，產業園舉行“中醫藥產品海外註册公共服務平台（橫琴）項目”結題驗收會，會上邀請由廣東省中醫藥局組織的六人專家組對該項目進行評審和討論，對產業園在項目平台搭建的工作與成果表示充分肯定，認爲產業園完成了項目建設任務和考核指標，一致同意項目驗收通過。
2022年11月，在產業園協助下，一款上市多年在澳門製造的傳統外用中成藥「止痛活絡摩擦膏」成功獲得廣東省藥品監督管理局頒發的《藥品註冊證書》。該藥品成為澳門第二個利用簡化註冊審批程式在內地獲批上市的外用中成藥，同時是廣東省藥監局發放的首張「港澳已上市傳統外用中成藥」的電子藥品註冊證。

### 企業孵化器認定
2017年12月，產業園通過廣東省科技廳嚴格的形式審查、專家評審等程序，正式獲得廣東省粵港澳臺科技企業孵化器認定，成為廣東省首批4家粵港澳臺科技企業孵化器單位之一。
2018年11月，產業園榮獲“國家級科技企業孵化器培育單位”資質認定，作為國家創新體系的重要組成部分，主要面向科技型創業企業和創業團隊，為其提供專業化創新創業服務；進一步推動中醫藥企業培育發展，實現澳門與內地的創新創業資源融合，促進澳門中醫藥產業融入粵港澳大灣區和國家中醫藥產業發展大局。
2019年11月30日，產業園孵化器順利通過科技部火炬中心審核及公示，正式獲得“國家級科技企業孵化器”稱號。

### 博士後工作站連獲國家級科研獎勵
2018年4月28日，產業園獲得由中國博士後科學基金會與國家博士後管理辦公室聯合頒發的中國博士後科學基金一等獎，並合作成功申請國家自然科學基金資助項目。工作站於2017年5月開始正式運作，一直以研究中醫藥相關的產業與技術創新為重點，致力培養一批優質的科研決策諮詢研究專業人才。直至2018年4月，產業園共有來自北京大學及具有國外留學工作經驗的海歸博士後2名，正在申報國家發明專利4項，同時計劃招收5名來自澳門大學的博士後，進一步強化中醫藥人才並提供國際化的科研與發展平台。

### 中國橫琴科技創業大賽
2018年12月17日，首屆中國橫琴科技創業大賽總決賽在珠海橫琴舉行，經過近6個月的激烈角逐，當天以“項目路演+答辯”的方式，評選出10個優勝項目。其中，由入駐產業園的盈科瑞（橫琴）藥物研究院申報的“中藥新型遞藥系統藥學平台”項目，以及珠海橫琴新區中珠正泰醫療管理有限公司申報的“I類新藥——硫酸益母草鹼(SCM-198)的臨床研究與產業化開發”兩個項目成功入圍，成為10個勝出項目中僅有的兩個中藥類項目。

### 橫琴生產，澳門監製
2023年7月28日，澳門澳邦藥廠有限公司跨境委託粵澳藥業有限公司製造的「馬交牌千里追風油」獲得澳門藥物監督管理局批出首張澳門藥品跨境「委託製造許可」批件，並完成了生產。據《橫琴粵澳深度合作區建設總體方案》提出，對在澳門審批和註冊、在合作區生產的中醫藥產品、食品及保健品，允許使用「澳門監造」「澳門監製」或「澳門設計」標誌。該項目是落實該方案實現「橫琴生產+澳門監製」的首個落地項目，也是澳門藥物監督管理局成立以來，以及澳門《中藥委託製造監督管理規定》頒布實施以來的首個跨境委託生產項目。
2023年9月8日，由澳門澳邦藥廠有限公司跨境委託產業園全資子公司粵澳藥業有限公司生產，首個“橫琴生產、澳門監製”的澳門藥品──“馬交牌千里追風油”，成功從橫琴發運，通過兩地海關及澳門藥物監督管理局的查驗抵達澳門，產品其後運至國泰集團旗下藥房上市發售。

### 中國國際服務貿易交易會
2023年9月2日，產業園受橫琴粵澳深度合作區經濟發展局推薦和澳門貿易投資促進局邀請，在澳門展館隆重亮相；服貿會組委會更於2023年的展會中特別設立了「2023年服務貿易交易會全球服務實踐案例」評選活動，最終產業園以《「以醫帶藥」拓展葡語系國家中醫藥服務貿易新模式》項目榮獲「2023年服貿會全球服務實踐案例」和「2023年廣東省服務貿易優秀案例」雙獎殊榮，同時作為唯一的港澳台資企業在中醫藥主題的獲獎案例。

## 爭議
2013年7月，對於有中醫藥業界批評純屬地產和營商項目，產業園開發有限公司表示，園區規劃有預留地方發展研發，並透露當時有約二十間澳企向她們表達入園發展的意欲。被問到園區發展規劃方向是否難令澳門本地業界受惠時，公司未有任何正面回覆只會繼續聆聽意見，並指之前曾與業界舉行過兩次會議徵詢意見，也按回應於總體規劃做了調整，加入了研究、保健產業等元素。

## 交通

### 公共汽車
| 中醫藥產業園途经线路列表 | 中醫藥產業園途经线路列表 | 中醫藥產業園途经线路列表 | 中醫藥產業園途经线路列表 | 中醫藥產業園途经线路列表                              |
| 编号                     | 路线                     | 路线                     | 路线                     | 备注                                                  |
| ------------------------ | ------------------------ | ------------------------ | ------------------------ | ----------------------------------------------------- |
| 87                       | 前山总站                 | ⇆                        | 琴海西路总站             |                                                       |
| Z51                      | 横琴口岸                 | ⇆                        | 琴海西路总站             | 原 Z51A、Z51B                                         |
| Z52                      | 横琴客运码头             | ⇆                        | 琴海西路总站             | 工作日由琴海西路总站发出的部分班次绕经横琴小学 原 152 |
| Z53                      | 琴海西路总站             | ⇆                        | 横琴客运码头             | 原 63                                                 |

### 通勤班車
2018年4月2日，為方便入園企業員工便利往返產業園，產業園與橫琴新區管委會經多方面溝通後，橫琴免費通勤車“橫琴號”當天起新增10路線往返產業園，通過手機應用程式內的智能通勤系統進行座位預訂及查詢車輛實時位置。
2023年1月24日，原“橫琴號”環島北路線停運。由同年1月27日起，改為珠海公交集團旗下的珠海公交旅運的“通琴號”通勤班車營運。

## 外部連結
- 粵澳合作中醫藥科技產業園官方網站 （页面存档备份，存于）
- 澳門投資發展股份有限公司 （页面存档备份，存于）
- 珠海大橫琴股份有限公司 （页面存档备份，存于）